# Petra Rossner
Petra Rossner (Leipzig, 14 november 1966) is een Duits voormalig wielrenster op de piste en op de weg. Ze werd olympisch kampioene en wereldkampioene in de achtervolging. Sinds 2025 is ze ploegleider bij het Oezbeekse OU7 Women Cycling Team.

## Palmares

### Baan
| Jaar      | DK                                               | WK                | Overige                            |           |
| Als elite | Als elite                                        | Als elite         | Als elite                          | Als elite |
| --------- | ------------------------------------------------ | ----------------- | ---------------------------------- | --------- |
| 1989      |                                                  | achtervolging     |                                    |           |
| 1990      | achtervolging · puntenkoers                      | 4e puntenkoers    |                                    |           |
| 1991      | achtervolging · puntenkoers                      | achtervolging     |                                    |           |
| 1992      | achtervolging · puntenkoers                      | 4e puntenkoers    | Olympische Spelen: · achtervolging |           |
| 1993      |                                                  |                   |                                    |           |
| 1994      | achtervolging                                    | 14e achtervolging |                                    |           |
| 1995      |                                                  |                   |                                    |           |
| 1996      | puntenkoers · 4e 500m tijdrit · 4e achtervolging |                   |                                    |           |
| 1997      | geen deelnames                                   | geen deelnames    | geen deelnames                     |           |
| 1998      | geen deelnames                                   | geen deelnames    | geen deelnames                     |           |
| 1999      | geen deelnames                                   | geen deelnames    | geen deelnames                     |           |
| 2000      | geen deelnames                                   | geen deelnames    | geen deelnames                     |           |
| 2001      | achtervolging · puntenkoers                      |                   |                                    |           |

### Weg
1987
Eindklassement Runde der DDR
1995
Proloog, 3e, 6e, 7e, 9e en 10e etappe Giro d'Italia Donne
1998
1e WB-wedstrijd Liberty Classic
6e Eindklassement UCI Road Women World Cup
1999
2e etappe Giro d'Italia Donne
1e WB-wedstrijd Liberty Classic
WB-wedstrijd Ladies Tour Beneden-Maas
4e in Eindklassement UCI Road Women World Cup
2000
WB-wedstrijd Liberty Classic
Eindklassement UCI Road Women World Cup
2001
1e WB-wedstrijd Liberty Classic
 Duits kampioen wegwedstrijd, Elite
8e in Eindklassement UCI Road Women World Cup
2002
WB-wedstrijd Canberra Women's Classic
WB-wedstrijd Rotterdam Tour
Eindklassement UCI Road Women World Cup
2004
 Duits kampioen wegwedstrijd, Elite
WB-wedstrijd Rotterdam Tour
WB-wedstrijd Rund um die Nürnberger Altstadt
2e Eindklassement UCI Road Women World Cup
1992: Petra Rossner ·
1996: Antonella Bellutti ·
2000: Leontien van Moorsel ·
2004: Sarah Ulmer ·
2008: Rebecca Romero